# Nothospondias staudtii
Nothospondias staudtii là một loài thực vật thuộc họ Simaroubaceae. Loài này có ở Cameroon, Bờ Biển Ngà, Gabon, Ghana, và Nigeria.